# 1978
1978 (MCMLXXVIII) a fost un an obișnuit al calendarului gregorian, care a început într-o zi de duminică.

## Evenimente

### Martie
- 1 martie: Rămășițele pământești ale lui Charlie Chaplin sunt furate de la Cosier-sur-Vevey, Elveția.
- 13 martie: Fostul prim-ministru italian Aldo Moro este răpit și ucis de Brigăzile Roșii.

### Mai
- 6 mai: Are loc prima ediție a festivalului Simfonia Lalelelor.

### Iunie
- 11 iunie: Virginia Ruzici, jucătoare de tenis de câmp, a cucerit titlul de campioană mondială la Roland Garros, fiind prima română laureată la simplu și la dublu, alături de iugoslava Mima Iansovec.
- 22 iunie: Este anunțată descoperirea unui satelit al planetei Pluto, Charon.
- 23 iunie: Josip Broz Tito este numit președinte pe viață al Iugoslaviei.
- 25 iunie: Argentina învinge Olanda cu 3-1 în prelungiri și câștigă Cupa Mondială de Fotbal din Argentina.

### Iulie
- 25 iulie: În Anglia se naște primul copil conceput prin fecundare artificială, Louise Brown.

### August
- 6 august: Papa Paul al VI-lea (n. Giovanni Battista Enrico Antonio Maria Montini), al 262-lea papă, moare la vârsta de 80 ani.
- 26 august: Papa Ioan Paul I (n. Albino Luciani) succede ca cel de-al 263-lea papă.

### Septembrie
- 17 septembrie: Acordul de la Camp David, SUA între Egipt și Israel.
- 28 septembrie: Papa Ioan Paul I moare după numai 33 de zile de pontificat, la vârsta de 65 de ani.

### Octombrie
- 1 octombrie: Vietnamul atacă Cambodgia.
- 16 octombrie: Cardinalul Karol Józef Wojtyla devine al 264-lea papă, Papa Ioan Paul al II-lea.
- 27 octombrie: Președintele egiptean, Anwar Al-Sadat, și premierul israelian, Menahem Begin, au primit Premiul Nobel pentru acordurile încheiate în Orientul Mijlociu.

### Noiembrie
- 3 noiembrie: Dominica își câștigă independența față de Marea Britanie.
- 18 noiembrie: România intră, ca membru deplin, în Biroul „Grupului celor 77" din cadrul UNESCO.
- 18 noiembrie: Are loc sinuciderea în masă din Jonestown, unde  913 de persoane și-au pierdut viața.

### Decembrie
- 25 decembrie: Forțe vietnameze lansează o ofensivă majoră împotriva regimul Khmerilor Roșii care, din 1976 supusese populația unui monstruos „proces de reeducare" în care și–au găsit moartea aproape două milioane de cambodgieni, asasinați sau înfometați.
- 27 decembrie: În Spania se instaurează democrația după 40 de ani de regim dictatorial.

## Arte, științe, literatură și filozofie
- Constantin Noica publică Sentimentul românesc al ființei și Șase maladii ale spiritului contemporan.

## Nașteri

### Ianuarie

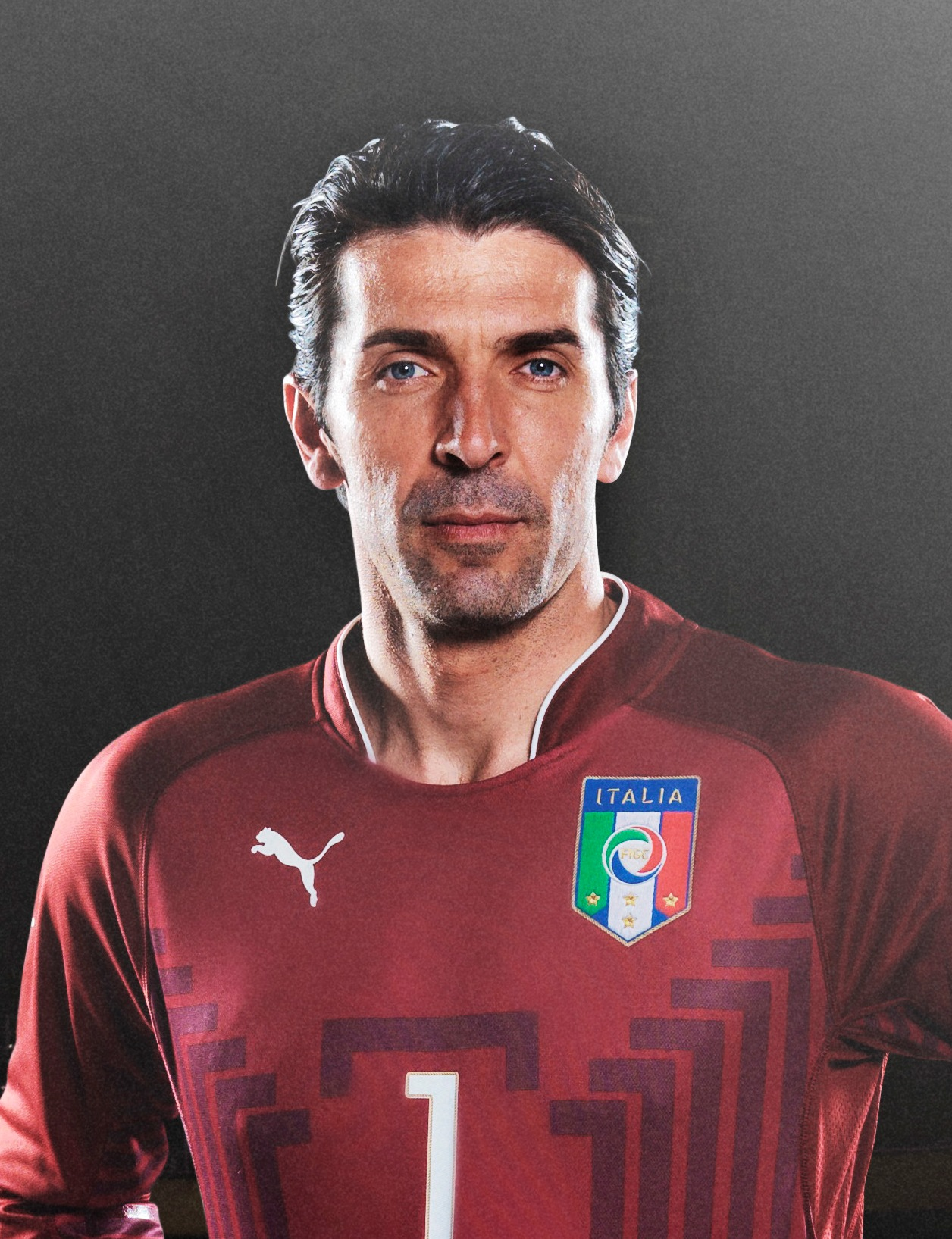
Gianluigi Buffon, fotbalist italian
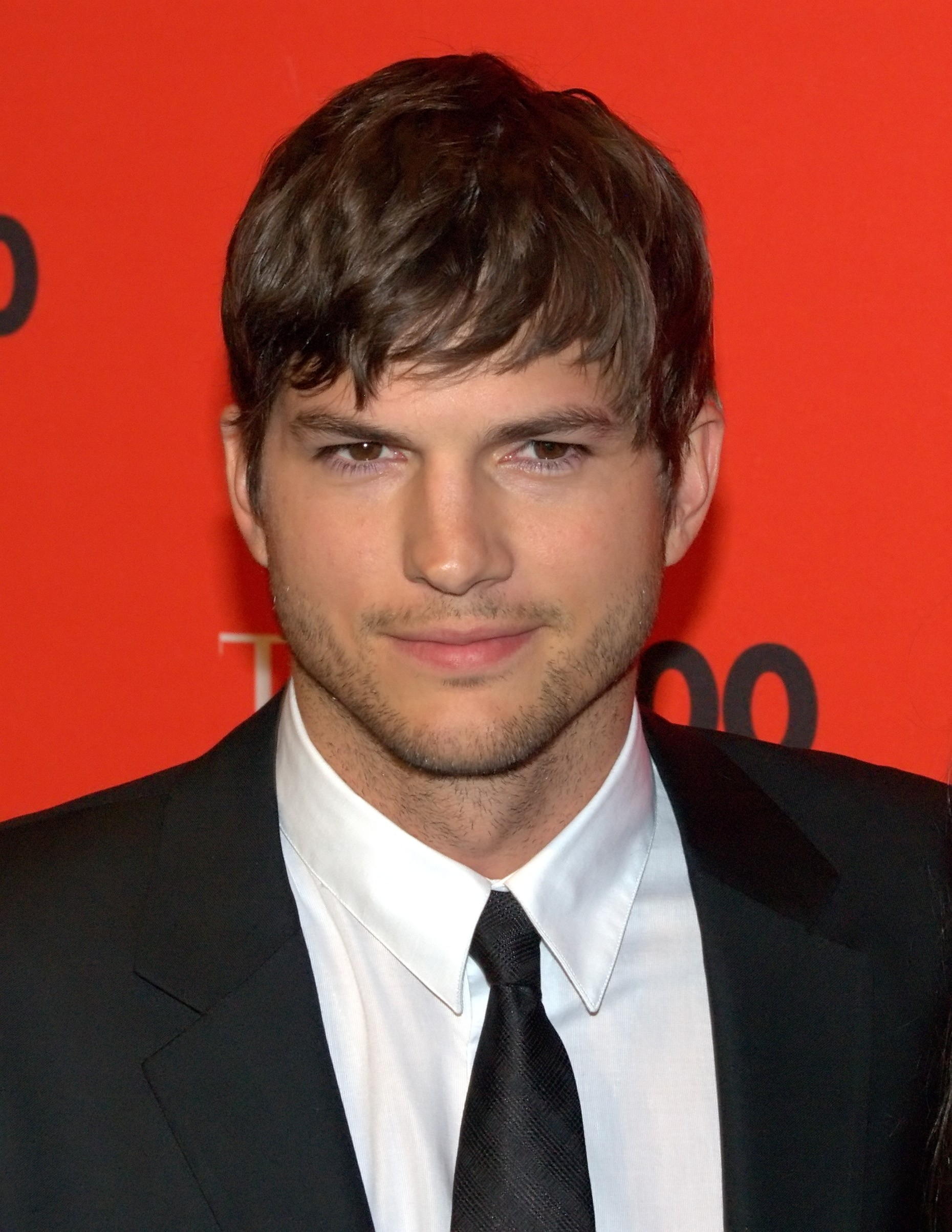
Ashton Kutcher, actor american
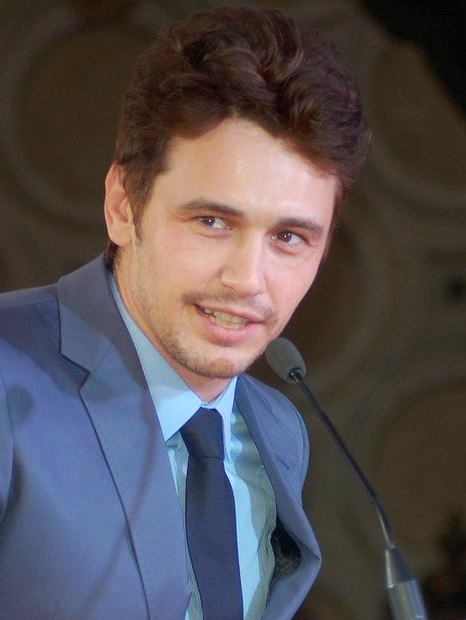
James Franco, actor, regizor, scenarist și producător american
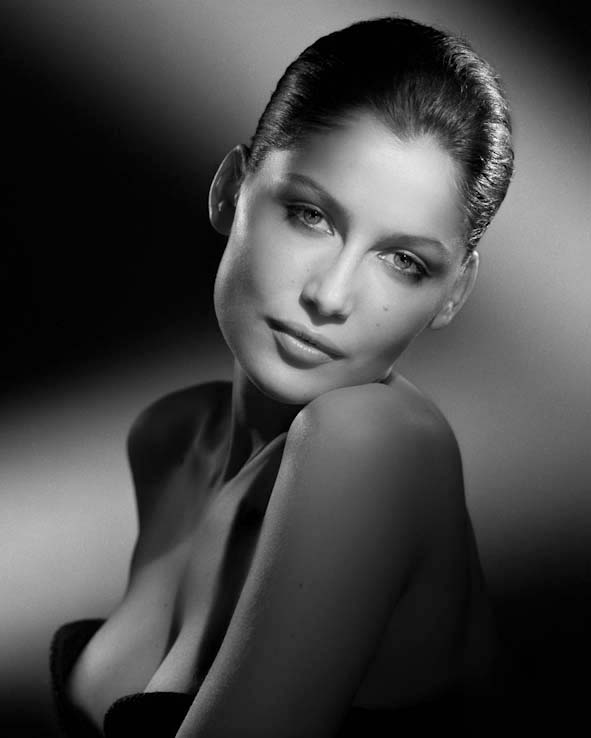
Laetitia Casta, actriță și fotomodel francez

- 1 ianuarie: Nina Bott, actriță germană
- 2 ianuarie: David Mujiri, fotbalist georgian
- 4 ianuarie: Dominik Hrbatý, jucător slovac de tenis
- 4 ianuarie: Maria Obretin, actriță română
- 9 ianuarie: Gennaro Ivan Gattuso, fotbalist italian
- 11 ianuarie: Emile Heskey (Emile William Ivanhoe Heskey), fotbalist englez (atacant)
- 13 ianuarie: Paulo César Tinga, fotbalist brazilian
- 14 ianuarie: Kuno Becker, actor mexican
- 14 ianuarie: Ricardo Manuel da Silva Fernandes, fotbalist portughez
- 14 ianuarie: Costi Ioniță, cântăreț român (Sahara)
- 18 ianuarie: Vitalie Advahov, muzician din R. Moldova
- 18 ianuarie: Bogdan Ionuț Lobonț, fotbalist român (portar)
- 20 ianuarie: Volodîmîr Hroisman, politician ucrainean
- 22 ianuarie: Ilka Schröder, politiciană germană
- 24 ianuarie: Tomokazu Myojin, fotbalist japonez
- 25 ianuarie: Charlene, Prințesă de Monaco
- 25 ianuarie: Volodîmîr Zelenski, al 6-lea Președinte al Ucrainei (din 2019), actor, regizor și scenarist
- 26 ianuarie: Corina Morariu, jucătoare americană de tenis
- 27 ianuarie: Cătălin Măruță, prezentator de televiziune, român
- 28 ianuarie: Gianluigi Buffon, fotbalist italian (portar)
- 28 ianuarie: Jamie Lee Duncan Carragher, fotbalist englez
- 28 ianuarie: Sheamus (Stephen Farrelly), wrestler irlandez
- 30 ianuarie: Grégory Delwarte, fotbalist belgian (portar)
- 30 ianuarie: Oana-Silvia Vlăducă, politician român

### Februarie
- 2 februarie: Daniel Eugen Rednic, fotbalist român
- 2 februarie: Kota Yoshihara, fotbalist japonez
- 3 februarie: Marian Aliuță, fotbalist român
- 3 februarie: Joan Capdevila Méndez, fotbalist spaniol
- 4 februarie: Danna García, actriță columbiană
- 7 februarie: Daniel van Buyten, fotbalist belgian
- 7 februarie: Ashton Kutcher, actor american de film
- 7 februarie: Bogdan Mihăiță Vrăjitoarea, fotbalist român (atacant)
- 9 februarie: Ofelia Popii, actriță română
- 10 februarie: Don Omar (n. William Omar Landrón Rivera), cântăreț și actor de film din Puerto Rico
- 13 februarie: Edsilia Rombley, cântăreață neerlandeză
- 14 februarie: Aleksei Frosin, scrimer rus
- 16 februarie: Gustavo Boccoli, fotbalist brazilian
- 16 februarie: Héctor Andrés Bracamonte, fotbalist argentinian (atacant)
- 16 februarie: Albert Duro, fotbalist albanez
- 16 februarie: Darko Perić, fotbalist croat
- 18 februarie: Josip Šimunić, fotbalist croat
- 20 februarie: Julia Jentsch, actriță germană
- 21 februarie: Jörg Fiedler, scrimer german
- 21 februarie: Park Eun Hye, actriță sud-coreeană
- 21 februarie: Kim Ha-neul, actriță sud-coreeană
- 21 februarie: Dorel Zaharia, fotbalist român (atacant)
- 25 februarie: Yuji Nakazawa, fotbalist japonez
- 25 februarie: Jeroen Simons, muzician neerlandez
- 25 februarie: Claudia Ștef, atletă română

### Martie
- 1 martie: Jensen Ackles, actor american de film
- 1 martie: Cristian Silviu Bușoi, politician român
- 1 martie: Cristian Mihai Ionescu, fotbalist român
- 1 martie: Minodora (Minodora Muntean), cântăreață română
- 2 martie: Ionuț Bălan, fotbalist român
- 3 martie: Giani Stelian Kiriță, fotbalist român
- 4 martie: Geno Segers, actor american
- 5 martie: Daniel Risch, politician din Liechtenstein, prim-ministru al Principatului Liechtenstein (2021 - 2025)
- 5 martie: Mirela Rusu, sportivă română (gimnastică aerobică)
- 6 martie: Teruaki Kurobe, fotbalist japonez (atacant)
- 7 martie: Azis (Vasil Traianov Boianov), cântăreț bulgar
- 7 martie: Costel Neculai Dunava, politician român
- 7 martie: Sophie, Prințesă a Prusiei
- 9 martie: Lucas Edward Neill, fotbalist australian
- 10 martie: László Toroczkai, politician maghiar
- 11 martie: Hayko Cepkin, compozitor turc
- 11 martie: Didier Drogba (Didier Yves Drogba Tébily), fotbalist ivorian (atacant)
- 12 martie: Emanuel-Dumitru Ungureanu, politician român
- 14 martie: Cristian Constantin, fotbalist român
- 14 martie: Pieter van den Hoogenband, înotător neerlandez
- 15 martie: Sid Wilson (Sidney George Wilson), muzician american
- 16 martie: Ciprian Ciucu, jurnalist român
- 16 martie: Annett Renneberg, actriță germană
- 17 martie: Corina Peptan, șahistă română
- 18 martie: Anders Jonas Wallerstedt, fotbalist suedez (atacant)
- 20 martie: Răzvan Nicolescu, politician român
- 21 martie: Baek Do Bin, actor sud-coreean
- 21 martie: Rani Mukerji, actriță indiană de film
- 21 martie: Ousmane N'Doye, fotbalist senegalez
- 22 martie: Daniel Unger, triatlonist german
- 23 martie: Walter Samuel (n. Walter Adrián Luján), fotbalist argentinian
- 24 martie: Cheloo (Cătălin Ștefan Ion), cântăreț român
- 24 martie: Tomáš Ujfaluši, fotbalist ceh
- 25 martie: Alexandru Covalenco, fotbalist din R. Moldova
- 26 martie: Sandra Romain, actriță pornorafică românească
- 26 martie: Uzzi (Alin Adrian Demeter), rapper român (B.U.G. Mafia)
- 27 martie: Gabriel Paraschiv (Gabriel Ioan Paraschiv), fotbalist român
- 29 martie: Cătălin Cursaru (Cătălin Marcel Cursaru), fotbalist român (atacant)
- 29 martie: Sorin Frunză, fotbalist român

### Aprilie
- 1 aprilie: Anamaria Marinca, actriță română
- 2 aprilie: Łukasz Kubik, fotbalist polonez
- 3 aprilie: Matthew Goode, actor britanic
- 3 aprilie: Tommy Haas, jucător german de tenis
- 5 aprilie: Arnaud Tournant, ciclist francez
- 7 aprilie: Marius Tincu, rugbist român
- 9 aprilie: Cristina Stahl, scrimeră română
- 9 aprilie: Alexandru Vakulovski, critic literar român
- 12 aprilie: Stanislav Anghelov, fotbalist bulgar
- 12 aprilie: Guy Berryman, basist britanic
- 12 aprilie: Cosmin Mihai Pașcovici, fotbalist român
- 13 aprilie: Carles Puyol Saforcada, fotbalist spaniol
- 13 aprilie: Sylvie Françoise van der Vaart (n. Sylvie Françoise Meis), actriță neerlandeză
- 14 aprilie: Sorin Botiș, fotbalist român
- 15 aprilie: Austin Aries, wrestler american
- 15 aprilie: Luis Fonsi, cântăreț, compozitor și actor de telenovele portorican
- 15 aprilie: Anna Torv, actriță australiană
- 16 aprilie: Mihail Neamțu, scriitor român
- 16 aprilie: Igor Tudor, fotbalist croat
- 17 aprilie: Satoshi Yamaguchi, fotbalist japonez
- 18 aprilie: Ryota Tsuzuki, fotbalist japonez (portar)
- 19 aprilie: James Franco (James Edward Franco), actor, regizor, scenarist și producător american
- 19 aprilie: Gabriel Iván Heinze, fotbalist argentinian
- 19 aprilie: Annika Murjahn, actriță germană
- 21 aprilie: Jukka Nevalainen, muzician finlandez
- 25 aprilie: Jean-Michel Lucenay, scrimer francez
- 25 aprilie: Ion Oncescu, sportiv român (skanderbeg)
- 26 aprilie: Andrés Augusto Mendoza, fotbalist peruan (atacant)
- 26 aprilie: Pablo Schreiber, actor american
- 29 aprilie: Toma-Florin Petcu, politician român

### Mai
- 5 mai: Alexandrina (Alexandrina Hristov), artistă din R. Moldova
- 8 mai: Matthew Davis, actor american
- 8 mai: Teodora Gheorghiu, cântăreață română
- 8 mai: Lúcio (Lucimar Ferreira da Silva), fotbalist brazilian
- 9 mai: Corneliu-Mugurel Cozmanciuc, politician român
- 9 mai: Vasile Ghindaru, fotbalist român
- 9 mai: Radek Opršal, fotbalist ceh
- 11 mai: Laetitia Casta (Laetitia Marie Laure Casta), actriță de film și fotomodel francez
- 11 mai: Richard B. Spencer, supremacist american
- 11 mai: Romeo Constantin Stancu, fotbalist român
- 12 mai: Lidia Kopania, cântăreață poloneză
- 14 mai: Julien Simon-Chautemps, inginer francez
- 18 mai: Helton da Silva Arruda, fotbalist brazilian (portar)
- 18 mai: Ricardo Carvalho (Ricardo Alberto Silveira de Carvalho), fotbalist portughez
- 20 mai: Dan Sociu, scriitor român
- 22 mai: Adrian Buga, istoric al artei român
- 23 mai: Hideaki Kitajima, fotbalist japonez (atacant)
- 26 mai: Florina Presadă, politiciană română
- 29 mai: Sébastien Grosjean, jucător francez de tenis

### Iunie

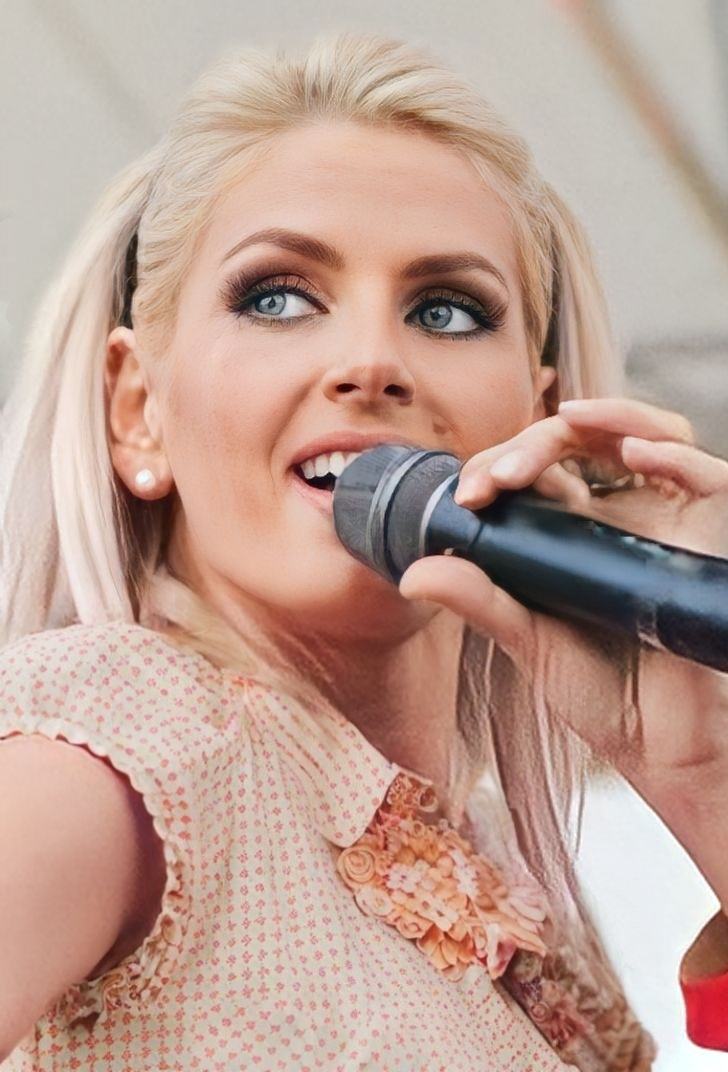
Andreea Bănică, cântăreață română
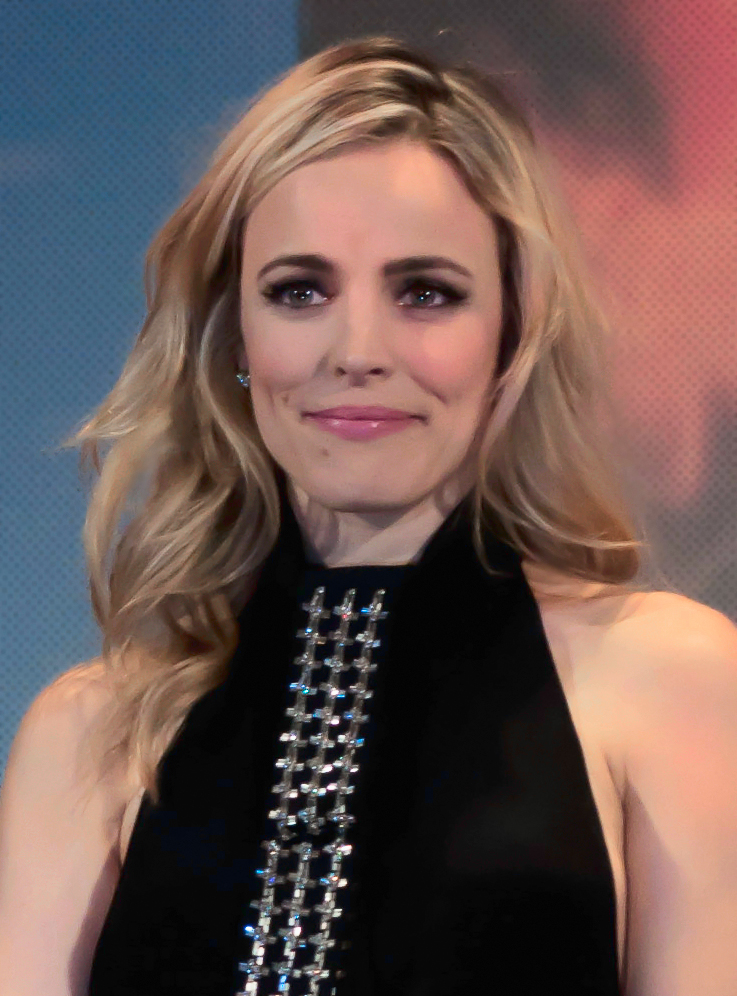
Rachel McAdams, actriță canadiană
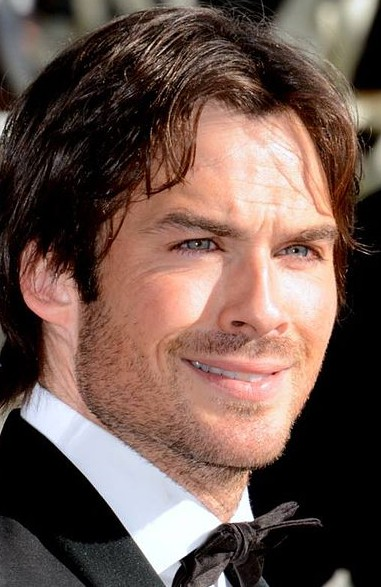
Ian Somerhalder, actor, model, activist și director american
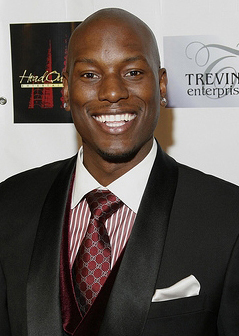
Tyrese Gibson, cântăreț, rapper, model și actor american

- 2 iunie: Dominic Cooper (n. Dominic Edward Cooper), actor britanic de film, teatru, TV
- 2 iunie: Justin Long, actor american de film
- 2 iunie: Nicolas Mathieu, scriitor francez
- 5 iunie: Emil Ivănescu, arhitect român
- 6 iunie: Călin-Ionel Dobra, politician român
- 9 iunie: Miroslav Klose, fotbalist german (atacant)
- 6 iunie: Daniel George Munteanu, fotbalist român
- 9 iunie: Cristian Călin Panin, fotbalist român
- 6 iunie: Mariana Popova, cântăreață bulgară
- 11 iunie: Cătălin Cristache, politician român
- 11 iunie: Joshua Jackson, actor canadian
- 15 iunie: Wilfred Bouma, fotbalist din Țările de Jos
- 16 iunie: Daniel Brühl, actor german
- 16 iunie: Eduard Iordănescu, fotbalist român
- 19 iunie: Marios Joannou Elia, compozitor cipriot
- 19 iunie: Zoe Saldaña (Zoe Yadira Saldaña Nazario), actriță americană
- 20 iunie: Frank James Lampard, fotbalist englez
- 20 iunie: Theo Marton, regizor de film, român
- 21 iunie: Andreea Bănică, cântăreață română
- 22 iunie: José Luis Abajo, scrimer olimpic spaniol
- 22 iunie: Florin Stângă, fotbalist român
- 22 iunie: Pedro Taborda (Pedro Manuel Taborda Moreira), fotbalist portughez (portar)
- 22 iunie: Diana Tușa, politician român
- 24 iunie: Luis García (Luis Javier García Sanz), fotbalist spaniol
- 24 iunie: Shunsuke Nakamura, fotbalist japonez
- 24 iunie: Juan Román Riquelme, fotbalist argentinian
- 24 iunie: Emppu Vuorinen, muzician finlandez
- 26 iunie: Daniel Constantin, inginer român
- 27 iunie: Apparat (Sascha Ring), muzician german
- 28 iunie: Ha Ji-won, actriță sud-coreeană
- 29 iunie: Andrei Gorzo, critic de film și jurnalist român
- 29 iunie: Nicole Scherzinger (Nicole Prescovia Elikolani Valiente Scherzinger), cântăreață, actriță, compozitoare, autoare, dansatoare și muziciană americană
- 30 iunie: CRBL (n. Eduard Mihail Andreianu), cântăreț român
- 30 iunie: Gabriel Pintilei, actor român

### Iulie
- 1 iulie: Woo Sun Hee, handbalistă sud-coreeană
- 7 iulie: Cătălin Cherecheș, politician român
- 12 iulie: Michelle Rodriguez, actriță americană de film
- 19 iulie: Melania Medeleanu, jurnalistă română
- 21 iulie: Justin Bartha, actor american
- 21 iulie: Niclas Castello (n. Norbert Zerbs), artist german
- 21 iulie: Damian Marley, cântăreț jamaican
- 22 iulie: Dennis Rommedahl, fotbalist danez
- 24 iulie: Florin Costin Șoavă, fotbalist român
- 25 iulie: Lisa Maria Potthoff, actriță germană
- 26 iulie: Romeo Buteseaca, fotbalist român (atacant)
- 29 iulie: Mădălina Ghițescu, actriță română
- 29 iulie: Tim Morehouse, scrimer american
- 29 iulie: Keeth Smart, scrimer american
- 31 iulie: Marius Cornel Popa, fotbalist român (portar)
- 31 iulie: Justin Wilson, pilot britanic de Formula 1 (d. 2015)

### August
- 1 august: Annett Culp, actriță germană
- 2 august: Hilda Péter, actriță română
- 3 august: Mariusz Jop, fotbalist polonez
- 5 august: Cosmin Bărcăuan, fotbalist român
- 5 august: Bogdan Spafiu, fotbalist român
- 8 august: Louis Laurent Saha, fotbalist francez (atacant)
- 9 august: Daniela Denby-Ashe, actriță britanică
- 12 august: Oxana Iuteș, jurnalistă din R. Moldova
- 13 august: Cosmin Necula, politician român
- 14 august: Marcel Fischer, scrimer elvețian
- 16 august: Angela Gonța, jurnalistă din R. Moldova
- 17 august: Jelena Karleusa, cântăreață sârbă
- 18 august: Ioan Gherghel, înotător român
- 20 august: Gábor Vona, politician maghiar
- 22 august: Alin Nicolae Chița, fotbalist român
- 23 august: Kobe Bryant, baschetbalist american (d. 2020)
- 23 august: Romik Khachatryan, fotbalist armean
- 23 august: Ghenadie Olexici, fotbalist din R. Moldova
- 24 august: Kim Gil-Sik, fotbalist sud-coreean
- 25 august: Lucian Mihail Dobre, fotbalist român
- 28 august: Daniel Dorin Stan, fotbalist român (atacant)
- 30 august: Valentina Ciurina, biatlonistă din R. Moldova
- 30 august: Vasili Hamutovski, fotbalist belarus (portar)
- 30 august: Svetoslav Todorov, fotbalist bulgar (atacant)
- 31 august: Regiane Alves, actriță braziliană

### Septembrie
- 2 septembrie: Dennis Romanovs, fotbalist leton (portar)
- 3 septembrie: Carmen Amariei, handbalistă română
- 3 septembrie: Niklas Magnus Sandberg, fotbalist suedez
- 4 septembrie: Wes Bentley (Wesley Cook Bentley), actor american
- 6 septembrie: Homare Sawa, fotbalistă japoneză
- 6 septembrie: Emerson Sheik, fotbalist brazilian (atacant)
- 8 septembrie: Dinu Marius Todoran, fotbalist român
- 10 septembrie: Andreea Vass, economistă română
- 11 septembrie: Dejan Stanković, fotbalist sârb
- 12 septembrie: Decebal Gheară, fotbalist român
- 14 septembrie: Silvia Navarro, actriță mexicană
- 15 septembrie: Rubén Garabaya, handbalist spaniol
- 15 septembrie: Eiður Smári Guðjohnsen, fotbalist islandez (atacant)
- 15 septembrie: Marko Pantelić, fotbalist sârb (atacant)
- 15 septembrie: Marius Robert Suller, fotbalist român
- 16 septembrie: Carolina Dieckmann, actriță braziliană
- 16 septembrie: Alina Gorghiu, politiciană română
- 19 septembrie: Ognjen Koroman, fotbalist sârb
- 19 septembrie: Mariano Puerta, jucător argentinian de tenis
- 21 septembrie: Alin-Vasile Văcaru, politician român
- 21 septembrie: Irîna Venediktova, om politic ucrainean, procuror general al Ucrainei
- 22 septembrie: Harry Kewell (Harold Kewell), fotbalist australian (atacant)
- 22 septembrie: Mihai Răzvan Teja, fotbalist și antrenor român
- 23 septembrie: Anthony Mackie, actor american
- 25 septembrie: Irakli Kobakhidze, politician georgian, prim-ministru al Georgiei
- 26 septembrie: Gurghen Margarian, soldat armean (d. 2004)
- 27 septembrie: Ani Lorak, cântăreață ucraineană
- 27 septembrie: Mihaela Ursuleasa, pianistă română (d. 2012)
- 30 septembrie: Robinson Zapata Montaño, fotbalist columbian (portar)

### Octombrie
- 3 octombrie: Gerald Asamoah, fotbalist german (atacant)
- 3 octombrie: Claudio Pizarro (Claudio Miguel Pizarro Bosi), fotbalist peruan (atacant)
- 4 octombrie: Gigel Coman, fotbalist român
- 4 octombrie: Marius Manole, actor român
- 5 octombrie: Fabien Boudarène, fotbalist francez
- 5 octombrie: Prince Ikpe, fotbalist nigerian
- 5 octombrie: James Valentine, chitarist american
- 6 octombrie: Samara Felippo, actriță braziliană
- 6 octombrie: Claudia Pătrășcanu, cântăreață română
- 7 octombrie: Alesha Dixon, cântăreață, textieră și fotomodel britanic
- 7 octombrie: Hattie Morahan, actriță britanică
- 8 octombrie: Marius Sandu Iordache, fotbalist român
- 8 octombrie: Dickon Mitchell, politician și avocat din Grenada, prim-ministru al Grenadei
- 12 octombrie: Lilian Carp, politician din R. Moldova
- 14 octombrie: José Luis Reséndez, actor mexican
- 15 octombrie: Katharina Wackernagel, actriță germană
- 16 octombrie: Erik Lincar, fotbalist român
- 17 octombrie: Lars Justin Hirschfeld, fotbalist canadian (portar)
- 18 octombrie: Marcus Coloma, actor american
- 18 octombrie: Cristian Todea, fotbalist român
- 19 octombrie: Enrique Bernoldi, pilot brazilian de Formula 1
- 22 octombrie: Petronela-Mihaela Csokany, politiciană română
- 25 octombrie: An Yong-Hak, fotbalist nord-coreean
- 30 octombrie: Rodica Lazăr, actriță română
- 31 octombrie: Marek Saganowski, fotbalist polonez (atacant)
- 31 octombrie: Martin Verkerk, jucător de tenis neerlandez

### Noiembrie
- 1 noiembrie: Oliviu Crâznic, scriitor, critic și jurnalist român
- 1 noiembrie: Răzvan Ștefănel Farmache, fotbalist român
- 1 noiembrie: Danny Koevermans, fotbalist neerlandez (atacant)
- 1 noiembrie: Lázaro Ramos, actor brazilian
- 3 noiembrie: Lilia Lehner, actriță germană
- 8 noiembrie: Mihaela Șteff, jucătoare de tenis de masă română
- 10 noiembrie: Sebastian Ghiță, politician român
- 11 noiembrie: Aleksei Diacenko, scrimer rus
- 12 noiembrie: Alexandra Maria Lara, actriță germană
- 15 noiembrie: Ruslan Barburoș, fotbalist din R. Moldova (atacant), (d. 2017)
- 15 noiembrie: Judith Richter, actriță germană
- 17 noiembrie: Rachel McAdams, actriță canadiană de film
- 17 noiembrie: Júlio César Santos Correa, fotbalist brazilian
- 18 noiembrie: Radu Babuș, politician român
- 18 noiembrie: Aldo Montano, scrimer italian
- 19 noiembrie: Ioana Rostoș, scriitoare română
- 20 noiembrie: Alin Nicu Chibulcutean, fotbalist român
- 21 noiembrie: Sergiu Ioan Viorel Costin, fotbalist român
- 24 noiembrie: Sergiu Ghidarcea, fotbalist român
- 24 noiembrie: Katherine Heigl, actriță americană de film
- 26 noiembrie: Adelina Gavrilă, atletă română
- 27 noiembrie: Mike Skinner, rapper englez
- 27 noiembrie: Radek Štěpánek, jucător ceh de tenis

### Decembrie
- 1 decembrie: Jen Psaki, diplomată americană
- 2 decembrie: Nelly Furtado, cantautoare, producătoare și actriță portugheză
- 2 decembrie: David Rivas Rodriguez, fotbalist spaniol
- 2 decembrie: Christopher Wolstenholme, muzician britanic
- 3 decembrie: Dragoș-Petruț Bârlădeanu, politician român
- 3 decembrie: Eva Briegel, cântăreață germană
- 6 decembrie: Iulian Tameș, fotbalist român
- 7 decembrie: Claudiu David, pilot de raliuri român
- 8 decembrie: Ian Somerhalder, actor, fotomodel, activist și director american
- 9 decembrie: Petru Budeanu, fotbalist român
- 12 decembrie: Monica Bîrlădeanu, actriță română
- 12 decembrie: Magdalena Boczarska, actriță poloneză
- 14 decembrie: Radu Sîrbu, cântăreț din R. Moldova
- 15 decembrie: Mark Jansen, muzician neerlandez
- 15 decembrie: Christophe Rochus, jucător belgian de tenis
- 15 decembrie: Dorel Stoica, fotbalist român
- 17 decembrie: Krisztina Czakó, sportivă maghiară (patinaj artistic)
- 17 decembrie: Nicoleta Esinencu, scriitoare română
- 18 decembrie: Katie Holmes, actriță americană de film
- 18 decembrie: Xandee (Sandy Boets), cântăreață belgiancă
- 20 decembrie: Mircea-Titus Dobre, politician român
- 23 decembrie: Dumitru Emanoil Hotoboc, fotbalist român (portar)
- 23 decembrie: Cătălin-Sorin Ivan, politician român
- 23 decembrie: Ciprian Toporan, fotbalist român
- 24 decembrie: Yıldıray Baștürk, fotbalist turc
- 24 decembrie: Ciprian Manolescu, matematician român
- 25 decembrie: Paula Iulia Seling, cântăreață română
- 28 decembrie: John Legend (n. John Roger Stephens), textier, actor de film și cântăreț american
- 29 decembrie: Alejandro Campano Hernando, fotbalist spaniol
- 30 decembrie: Tyrese Gibson (n. Tyrese Darnell Gibson), cântăreț, rapper, model și actor american
- 31 decembrie: Peter Majerník, fotbalist slovac
- 31 decembrie: Johnny Sins, actor pornografic american

## Decese
- 9 ianuarie: Ferenc Szemlér, 71 ani, jurnalist român (n. 1906)
- 28 ianuarie: Arnold Hauser, 85 ani, istoric al artei, maghiar (n. 1892)
- 28 ianuarie: Ward Moore (Joseph Ward Moore), 74 ani, scriitor american (n. 1903)
- 30 ianuarie: Mîndru Katz (n. Mandy Katz), 52 ani, muzician israelian (n. 1925)
- 3 februarie: Alexandru Călinescu, 88 ani, sculptor român (n. 1889)
- 4 februarie: Arkadi Kuleșov, 64 ani, poet belarus (n. 1914)
- 5 februarie: Catul Bogdan, 81 ani, pictor român  (n. 1897)
- 5 februarie: Annie Romein-Verschoor (n. Annie Verschoor), 83 ani, istorică neerlandeză (n. 1895)
- 7 februarie: Dimitrie Cuclin, 92 ani, compozitor, muzicolog, scriitor și traducător român (n. 1885)
- 11 februarie: James Bryant Conant, 84 ani, chimist american (n. 1893)
- 11 februarie: Harry Edmund Martinson, 73 ani, scriitor suedez, laureat al Premiului Nobel (1974), (n. 1904)
- 23 februarie: Alexandru Clavel, 79 ani, pictor român (n. 1898)
- 25 februarie: Hugo Friedrich, 73 ani, filolog, teoretician și romancier german (n. 1904)

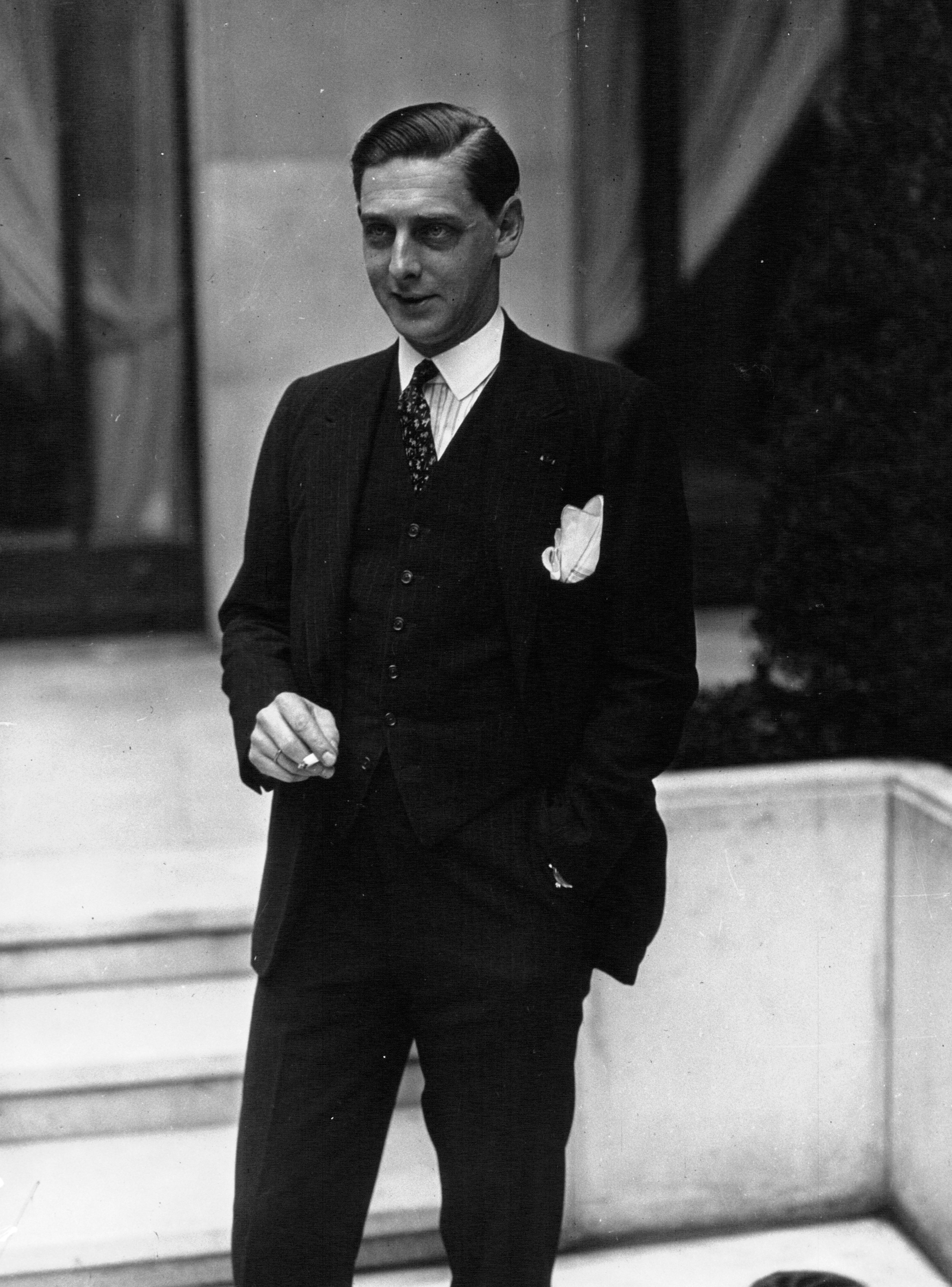
Principele Nicolae al României
Papa Paul al VI-lea
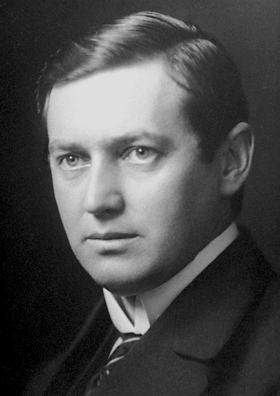
Karl Manne Georg Siegbahn, fizician suedez, laureat al Premiului Nobel
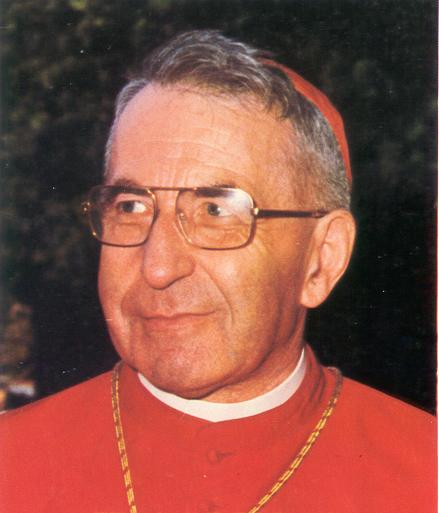
Papa Ioan Paul I

- 18 martie: François Duprat, 37 ani, politician francez (n. 1940)
- 19 martie: Gaston Julia (Gaston Maurice Julia), 85 ani, matematician francez (n. 1893)
- 29 martie: Ștefania Cristescu-Golopenția (n. Ștefania Cristescu), 70 ani, etnolog român (n. 1908)
- 31 martie: Charles Best, 79 ani, biochimist canadian (n. 1899)
- 1 aprilie: Mihail Straje (n. Mihail Stetcu), 76 ani, publicist, istoric literar, prozator, poet și traducător român (n. 1901)
- 6 aprilie: Martin Secker (n. Percy Martin Secker Klingender), 96 ani, editor britanic (n. 1882)
- 22 aprilie: Nicolae Caranfil (Nicolae Gheorghe Caranfil), 84 ani, inginer român (n. 1893)
- 9 mai: Aldo Moro, 61 ani, politician italian (n. 1916)
- 19 mai: Albert Kivikas, 80 ani, scriitor estonian (n. 1898)
- 25 mai: Bruno Touschek, 57 ani, fizician austriac (n. 1921)
- 26 mai: Jorge Icaza (Jorge Icaza Coronel), 71 ani, scriitor ecuadorian (n. 1906)
- 28 mai: Keledy Tibor, 82 ani, politician maghiar (n. 1895)
- 31 mai: József Bozsik, 52 ani, fotbalist maghiar (n. 1925)
- 31 mai: Hannah Höch (Anna Therese Johanne Höch), 88 ani, artistă germană (n. 1889)
- 2 iunie: Shozo Tsugitani, 37 ani, fotbalist japonez (n. 1940)
- 2 iunie: Santiago Bernabéu Yeste, 82 ani, fotbalist spaniol (n. 1895)
- 7 iunie: Ronald Norrish (Ronald George Wreyford Norrish), 80 ani, chimist britanic laureat al Premiului Nobel (1967), (n. 1897)
- 9 iunie: Principele Nicolae al României, 74 ani, al doilea fiu al Regelui Ferdinand I și a Reginei Maria (n. 1903)
- 16 iunie: Teodor Pâcă, 50 ani, actor român (n. 1928)
- 18 iunie: Iulian P. Gavăt, 77 ani, inginer român (n. 1900)
- 21 iunie: Pál Auer, 92 ani, politician, scriitor, memorialist, jurnalist și diplomat maghiar de etnie evreiască (n.1885)
- 22 iunie: Jens Otto Krag, politician danez (n. 1914)
- 28 iunie: Iuliu Hirțea, 64 ani, episcop român unit (n. 1914)
- 9 iulie: Stere Adamache, 36 ani, fotbalist român (n. 1941)
- 10 iulie: Joe Davis, 77 ani, jucător de snooker, britanic (n. 1901)
- 29 iulie: Glen Goins (Glen Lamont Goins), 24 ani, chitarist american (n. 1954)
- 30 iulie: Heinz Politzer, 67 ani, istoric austriac (n. 1910)
- 31 iulie: Prințul Rostislav Alexandrovici al Rusiei, 75 ani (n. 1902)
- 31 iulie: Carleton Hobbs (Carleton Percy Hobbs), 80 ani, actor britanic (n. 1898)
- 6 august: Papa Paul al VI-lea (n. Giovanni Battista Enrico Antonio Maria Montini), 80 ani (n. 1897)
- 9 august: Johan Daisne (n. Herman Thiery), 65 ani, scriitor belgian (n. 1912)
- 13 august: Ferenc Kiss (Sándor Ferenc Kis), 85 ani, actor maghiar (n. 1892)
- 15 august: Viggo Brun, 92 ani, matematician norvegian (n. 1885)
- 20 august: Diana Budisavljević (n. Diana Obexer), 87 ani, medic austriac (n. 1891)
- 27 august: Ieva Simonaitytė (aka Ewa Simoneit), 81 ani, scriitoare lituaniană (n. 1897)
- 11 septembrie: Octavian Buhociu, 58 ani, filosof român (n. 1919)
- 11 septembrie: Gheorghi Markov (Gheorghi Ivanov Markov), 49 ani, scriitor bulgar (n. 1929)
- 11 septembrie: Ronnie Peterson (Bengt Ronnie Peterson), 34 ani, pilot suedez de Formula 1 (n. 1944)
- 14 septembrie: Zenon Kosidowski, 80 ani, scriitor polonez (n. 1898)
- 15 septembrie: Willy Emil Messerschmidt, 80 ani, inginer german (n. 1898)
- 24 septembrie: Ida Noddack (n. Ida Tacke), 82 ani, chimistă și fiziciană germană (n. 1896)
- 26 septembrie: Jan Parandowski, 83 ani, scriitor polonez (n. 1895)
- 26 septembrie: Karl Manne Georg Siegbahn, 91 ani, fizician suedez, laureat al Premiului Nobel (1924), (n. 1886)
- 28 septembrie: Ioan Paul I (n. Albino Luciani), 65 ani, papă al Bisericii Catolice și suveran al orașului Vatican (n. 1912)
- 2 octombrie: Ștefan Odobleja, 75 ani, autor, filozof, medic militar și scriitor român, unul dintre fondatorii ciberneticii (n. 1902)
- 5 octombrie: Mihai Berza, 71 ani, istoric român (n. 1907)
- 9 octombrie: Pavel Antokolski (Pavel Grigorovici Antokolski), 82 ani, scriitor sovietic (n. 1896)
- 9 octombrie: Jacques Brel (Jacques Romain Georges Brel), 49 ani, cântăreț și actor belgian (n. 1929)
- 19 octombrie: Gig Young (n. Byron Elsworth Barr), 64 ani, actor american (n. 1913)
- 23 octombrie: Prințul Roman Petrovici al Rusiei (n. Roman Petrovich Romanov), 82 ani (n. 1896)
- 27 octombrie: Rudolf Palocsay, 78 ani, biolog român de etnie maghiară (n. 1900)
- 30 octombrie: Constantin C. Iliescu, 86 ani, medic român (n. 1892)
- 3 noiembrie: Vasile Iașinschi, 85 ani, politician român (n. 1892)
- 8 noiembrie: Norman Rockwell (Norman Percevel Rockwell), 84 ani, pictor american (n. 1894)
- 15 noiembrie: Bruno Holzträger, 62 ani, handbalist român de etnie germană (n. 1916)
- 20 noiembrie: Giorgio De Chirico, 90 ani, pictor suprarealist italian (n. 1888)
- 24 noiembrie: Wilhelm Adam, 85 ani, ofițer nazist german (n. 1893)
- 27 noiembrie: Harvey  Milk, 48 ani, militant pentru drepturi LGBT și politician american (n. 1930)
- 28 noiembrie: Carlo Scarpa (Carlo Alberto Scarpa), 72 ani, arhitect italian (n. 1906)
- 4 decembrie: Samuel Goudsmit (Samuel Abraham Goudschmidt), 76 ani, fizician neerlandez (n. 1902)
- 8 decembrie: Golda Meir (n. Golda Mabovici), 80 ani, prim-ministru al Israelului (1969-1974), (n. 1898)
- 19 decembrie: Florica Bagdasar, 77 ani, medic neuropsihiatric român (n. 1901)
- 23 decembrie: Misao Tamai, 75 ani, fotbalist japonez (atacant), (n. 1903)

### Nedatate
- martie: Bellu Zilber (aka Andrei Șerbulescu), 77 ani, comunist român ilegalist (n. 1901)

## Premii Nobel
- Fizică: Pyotr Leonidovich Kapitsa (URSS), Arno Allan Penzias (SUA), Robert Woodrow Wilson (SUA)
- Chimie: Peter D. Mitchell (Regatul Unit)
- Medicină: Werner Arber (Elveția), Daniel Nathans, Hamilton O. Smith (SUA)
- Literatură: Isaac Bashevis Singer (SUA)
- Pace: Mohamed Anwar al-Sadat (Egipt), Menachem Begin (Israel)

## Medalia Fields
- Pierre Deligne (Belgia)
- Charles Fefferman (SUA)
- Grigori Margulis (URSS)
- Daniel Quillen (SUA)